# Gneu Corneli Lèntul (cònsol 201 aC)
Gneu Corneli Lèntul (llatí: Gnaeus Cornelius L. f. L. n. Lentulus) va ser un magistrat romà dels segles iii i ii aC. Era fill de Luci Corneli Lèntul Caudí, que va ser cònsol l'any 201 aC, i formava part de la família dels Cornelis Lèntuls, d'origen patrici.
Va ser qüestor l'any 212 aC, edil curul amb el seu germà Luci el 205 aC i cònsol el 201 aC. Desitjava ser destinat a la província d'Àfrica per acabar la Segona Guerra Púnica contra Cartago, però finalment el senat va donar aquesta glòria a Publi Corneli Escipió Africà, i Lèntul es va haver de conformar de dirigir la flota romana a la costa de Sicília amb ordres d'anar a Àfrica si calia. Escipió deia sovint que només amb el desig de Lèntul s'hauria d'haver pogut destruir Cartago.
Més tard, el 199 aC va ser un dels magistrats extraordinaris (triumviri coloniae deducendae) per dirigir la fundació d'una colònia romana a Nàrnia.